# Erland Mårald
Erland Erik Hjalmar Mårald, född den 17 januari 1970, är en svensk idéhistoriker. Han är professor vid Institutionen för idé- och samhällsstudier vid Umeå universitet.
Han disputerade 2000 på en avhandling om kretsloppet i lantbruket och staden och den kemiska vetenskapen 1840-1910. Efter disputationen har han bl.a. intresserat sig för kulturarvsproduktion, ritualer och narrativitet, föreställningsvärldar samt digital humaniora. 
Under perioden 1 september 2022 – 31 augusti 2025 var Mårald projektansvarig för forskningsprojektet "Peripheral Visions: When Global Agendas Meet Nordic Energy Peripheries" som av forskningsprogrammet ”Framtida utmaningar i Norden – människan, kulturen och samhället” vid Svenska litteratursällskapet i Finland beviljats ett anslag på 950 000 euro.

## Utmärkelser och ledamotskap
- Ledamot av Kungl. Skogs- och Lantbruksakademien (LSLA 2017)[4]
- Ledamot av Kungliga Skytteanska Samfundet (LSS, preses 2021-)[5]